# Homalophora reichenspergeri
Homalophora reichenspergeri är en tvåvingeart som beskrevs av Borgmeier 1923. Homalophora reichenspergeri ingår i släktet Homalophora och familjen puckelflugor. Inga underarter finns listade i Catalogue of Life.